# MVP mistrzostw świata U-19 w koszykówce mężczyzn
MVP mistrzostw świata U-19 w koszykówce mężczyzn – nagroda przyznawana najbardziej wartościowemu zawodnikowi mistrzostw świata w koszykówce mężczyzn do lat 19. 

## Laureaci
|              | oznacza zawodnika, który został mistrzem świata tego roku                  |
|              | oznacza członka Koszykarskiej Galerii Sław FIBA                            |
|              | oznacza nadal aktywnego zawodnika                                          |
| Zawodnik (X) | oznacza liczbę nagród, przyznaną temu samemu koszykarzowi                  |
| Zespół (X)   | oznacza liczbę nagród, przyznaną kolejnemu zawodnikowi tego samego zespołu |

| Rok  | Zawodnik           | Pozycja           | Zespół                | Przyp. |
| ---- | ------------------ | ----------------- | --------------------- | ------ |
| 1987 | Toni Kukoč         | niski skrzydłowy  | Jugosławia            |        |
| 1991 | Dejan Bodiroga     | niski skrzydłowy  | Jugosławia (2)        |        |
| 1995 | Eftimios Renddzias | środkowy          | Grecja                |        |
| 1999 | Andriej Kirilenko  | niski skrzydłowy  | Rosja                 |        |
| 2003 | Andrew Bogut       | środkowy          | Australia             | [ 1 ]  |
| 2007 | Milan Mačvan       | silny skrzydłowy  | Serbia                | [ 2 ]  |
| 2009 | Mario Delaš        | środkowy          | Chorwacja             | [ 3 ]  |
| 2011 | Jonas Valančiūnas  | środkowy          | Litwa                 | [ 4 ]  |
| 2013 | Aaron Gordon       | silny skrzydłowy  | Stany Zjednoczone     | [ 5 ]  |
| 2015 | Jalen Brunson      | rozgrywający      | Stany Zjednoczone (2) | [ 6 ]  |
| 2017 | R.J. Barrett       | rzucający obrońca | Kanada                | [ 7 ]  |
| 2019 | Reggie Perry       | skrzydłowy        | Stany Zjednoczone (3) | [ 8 ]  |